# Loegaire I Lorc
Loegaire I Lorc lub Laegaire I Lorc („Morderca”) – legendarny zwierzchni król Irlandii z dynastii Milezjan (linia Eremona) w latach 283-281 p.n.e. Syn Ugaine’a Mora („Wielkiego”), zwierzchniego króla Irlandii. 
Są rozbieżności w źródłach średniowiecznych, co do jego osoby. Według pierwszorzędnych Roczników Czterech Mistrzów Loegaire objął zwierzchni tron irlandzki w wyniku zabójstwa swego stryja i mordercy ojca, Badbchada, który rządził tylko przez półtora dnia. Zaś Księga najazdów Irlandii („Lebor Gabála Érenn”) podała, że został zwierzchnim królem bezpośrednio po śmierci ojca. Laegaire, po dwóch latach rządów, zginął z ręki rodzonego brata Cobthacha Cael Brega w Carmanie (ob. Wexford). Laegaire pozostawił po sobie syna Oiliola (Aililla) Aine’a („Radosnego”), a przez niego wnuka Maena, właśc. Labraida Loingsecha („Żeglarza”), przyszłego mściciela śmierci ojca oraz zwierzchniego króla Irlandii.